# Harnaschpolder (polder)
De Harnaschpolder is een polder en een voormalig waterschap in de toenmalige gemeente Hoog- en Woud Harnasch (later Schipluiden) in de Nederlandse provincie Zuid-Holland.
De betekenis van de naam is waarschijnlijk Heernessepolder. Heer duidt op de eigenaar, de graaf van Holland, nesse betekent 'stuk land met puntige vorm'. In de 16e eeuw werd de polder ook aangeduid als de Broederspolder omdat het klooster Sion omvangrijk landbezit in de polder had.
Het waterschap was verantwoordelijk voor de vervening, drooglegging en later de waterhuishouding in de polder. 

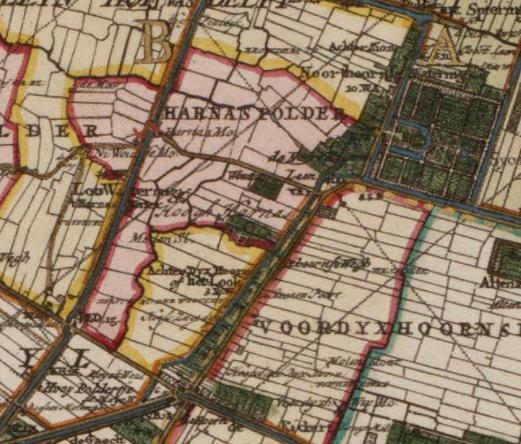
kaart 1712